# Copa de Europa de baloncesto 1989-90
La trigésimo tercera edición de la Copa de Europa de Baloncesto fue ganada por el conjunto yugoslavo de la Jugoplastika Split, consiguiendo su segundo título consecutivo, derrotando en la final al FC Barcelona, que actuaba como local, ya que se disputó en el Pabellón Príncipe Felipe de Zaragoza.

## Primera ronda
| Equipo 1             | Agr.    | Equipo 2               | Ida     | Vuelta |
| -------------------- | ------- | ---------------------- | ------- | ------ |
| Commodore Den Helder | 176-174 | Steiner Bayreuth       | 97–75   | 79–97  |
| Partizani Tirana     | 132-202 | Maes Pils              | 68–89   | 64–113 |
| Stroitel             | 228-192 | Csepel                 | 131–98  | 97–94  |
| Eczacıbaşı           | 140-185 | Lech Poznań            | 61–100  | 79–85  |
| Bracknell Tigers     | 250-196 | Keflavík               | 144–105 | 106–91 |
| Benfica              | 172-214 | Philips Milano         | 99–112  | 73–92  |
| NMKY Helsinki        | 177-194 | Pully                  | 87–90   | 90–104 |
| Täby                 | 144-166 | Baník Cigel' Prievidza | 83–71   | 61–95  |
| Keravnos             | 162-189 | Balkan Botevgrad       | 87–105  | 75–84  |
| Hiefenech            | 182-187 | Klosterneuburg         | 81–89   | 101–98 |
| BMS                  | 121-160 | MIM Livingston         | 62–74   | 59–86  |

## Octavos de final
| Equipo 1               | Agr.    | Equipo 2       | Ida    | Vuelta  |
| ---------------------- | ------- | -------------- | ------ | ------- |
| Commodore Den Helder   | 169-154 | Maes Pils      | 99–70  | 70–84   |
| Stroitel               | 188-189 | Lech Poznań    | 104–88 | 84–101  |
| Bracknell Tigers       | 198-241 | Philips Milano | 95–115 | 103–126 |
| Pully                  | 197-242 | Limoges        | 95–115 | 102–127 |
| Baník Cigel' Prievidza | 145-178 | FC Barcelona   | 74–85  | 71–93   |
| Balkan Botevgrad       | 179-226 | Aris           | 91–107 | 88–119  |
| Klosterneuburg         | 146-189 | Maccabi Elite  | 84–103 | 62–86   |
| MIM Livingston         | 149-219 | Jugoplastika   | 84–97  | 65–122  |

## Cuartos de final
|  | Los cuatro primeros se clasifican para la Final four |

|    | Equipo               | Par. | Pts. | G  | P  | PF   | PC   |
| -- | -------------------- | ---- | ---- | -- | -- | ---- | ---- |
| 1. | FC Barcelona         | 14   | 26   | 12 | 2  | 1291 | 1084 |
| 2. | Jugoplastika         | 14   | 25   | 11 | 3  | 1277 | 1114 |
| 3. | Limoges              | 14   | 24   | 10 | 4  | 1320 | 1217 |
| 4. | Aris                 | 14   | 22   | 8  | 6  | 1296 | 1224 |
| 5. | Philips Milano       | 14   | 21   | 7  | 7  | 1271 | 1279 |
| 6. | Maccabi Elite        | 14   | 20   | 6  | 8  | 1185 | 1241 |
| 7. | Commodore Den Helder | 14   | 16   | 2  | 12 | 1147 | 1291 |
| 8. | Lech Poznań          | 14   | 14   | 0  | 14 | 1147 | 1484 |

## Final Four

### Semifinales
17 de abril, Pabellón Príncipe Felipe, Zaragoza
| Equipo 1     | Resultado | Equipo 2 |
| ------------ | --------- | -------- |
| FC Barcelona | 104–83    | Aris     |
| Jugoplastika | 101–83    | Limoges  |

### Tercer y cuarto puesto
19 de abril, Pabellón Príncipe Felipe, Zaragoza
| Equipo 1 | Resultado | Equipo 2 |
| -------- | --------- | -------- |
| Limoges  | 103–91    | Aris     |

### Final
| 19 de abril de 1990 | Jugoplastika                                                                | 72–67                | FC Barcelona                                                  | |  |
|                     | Parciales: 40-36, 32–31                                                     |                      |                                                               | |  |
|                     | Estadísticas Toni Kukoč 20 Toni Kukoč 7 Duško Ivanović, Velimir Perasović 3 | Reporte Pts Reb Asts | Estadísticas 18 Audie Norris 10 Audie Norris 4 Andrés Jiménez | Pabellón: Pabellón Príncipe Felipe, Zaragoza Asistencia: 11.000 espectadores Árbitros: Wyeslaw Zych (POL), Paolo Zanon (ITA) |  |

| Campeón de la Copa de Europa 1989–90 |
| ------------------------------------ |
| Jugoplastika 2º título               |

### Clasificación final
|  | Equipo       |
|  | ------------ |
|  | Jugoplastika |
|  | FC Barcelona |
|  | Limoges      |
|  | Aris         |